# Scott Roberts
Scott Q. Roberts ist ein US-amerikanischer Schauspieler.

## Leben
Roberts debütierte zu Beginn des 20. Jahrhunderts als Schauspieler in den Fernsehserien Screen Two und Reich und Schön. Im Folgejahr war er in der Rolle des Lt. Gerald im Spielfilm The Death Merchant und in einer Episode der Fernsehserie California Clan zu sehen. 1992 folgten Rollen in den Fernsehfilmen Allein mit der Angst und Computer Love, dem Spielfilm Rexosaurus und dem Kurzfilm In the Name of the Father. 1994 war er in zwei Episoden der Fernsehserie Dr. Quinn – Ärztin aus Leidenschaft in der Rolle des Andrew Garrick zu sehen. 1998 hatte er eine Episodenrolle in der Fernsehserie Melrose Place. Erst 2006 folgte in Hollywood Familia seien nächste Filmrolle. Neben Besetzungen in vielen Kurzfilmen durfte er in einzelnen Episoden der Fernsehserie Bis aufs Blut und Fargo auftreten. 2014 hatte er außerdem eine Rolle im Spielfilm Die Bestimmung – Divergent. 2017 war er im Katastrophenfilm Global Storm – Die finale Katastrophe in der größeren Rolle des Vince Isaacs zu sehen.

## Filmografie
- 1990: Screen Two (Fernsehserie, Episode 6x02)
- 1990: Reich und Schön (The Bold and the Beautiful) (Fernsehserie, Episode 1x734)
- 1991: The Death Merchant
- 1991: California Clan (Fernsehserie)
- 1992: Allein mit der Angst (Treacherous Crossing) (Fernsehfilm)
- 1992: Rexosaurus
- 1992: In the Name of the Father (Kurzfilm)
- 1992: Computer Love (Fernsehfilm)
- 1994: Dr. Quinn – Ärztin aus Leidenschaft (Dr. Quinn, Medicine Woman) (Fernsehserie, 2 Episoden)
- 1998: Melrose Place (Fernsehserie, Episode 7x03)
- 2006: Hollywood Familia
- 2007: G.I. Joe: Battle for the Serpent Stone (Kurzfilm)
- 2008: Little League (Fernsehfilm)
- 2009: Bis aufs Blut (Fear Itself) (Fernsehserie, Episode 1x12)
- 2010: Equestrian Sexual Response (Kurzfilm)
- 2011: The Portrait (Kurzfilm)
- 2012: Things Are Really Insane (Kurzfilm)
- 2014: Die Bestimmung – Divergent (Divergent)
- 2014: Fargo (Fernsehserie, Episode 1x06)
- 2017: Global Storm – Die finale Katastrophe (Global Meltdown) (Fernsehfilm)
- 2022: Grimcutty